# Santos Urbano y Lorenzo en Prima Porta (título cardenalicio)
Santos Urbano y Lorenzo en Prima Porta es un título cardenalicio diaconal de la Iglesia católica. Fue instituido por el papa Juan Pablo II en 1994.

## Titulares
- Gilberto Agustoni (26 de noviembre de 1994 - 24 de febrero de 2005); pro hac vice (24 de febrero de 2005 - 13 de enero de 2017)
- Víctor Manuel Fernández (desde el 30 de septiembre de 2023)